# 站立的年轻牧羊女
《站立的年轻牧羊女》（法語：Jeune Bergère Debout)是法国画家威廉·阿道夫·布格罗创作于1887年的一幅油画。现私人收藏。

## 类似作品
- 牧羊女 (1889年)
- 年轻的牧羊女 (1868年)
- 年轻的牧羊女 (1885年)
- 小牧羊女 (1891年)